# Diocèse de Shuozhou

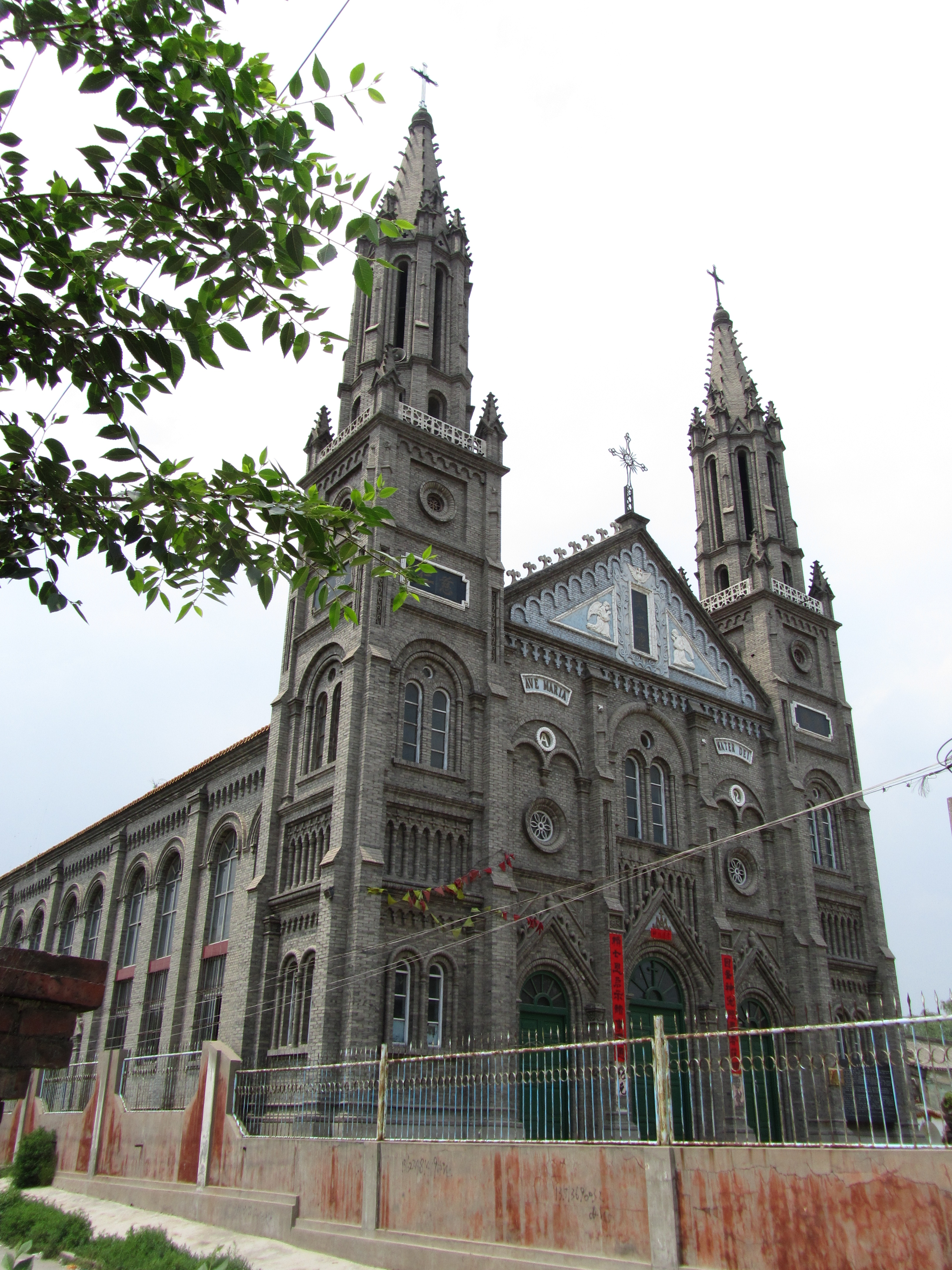
Cathédrale Notre-Dame de Shuozhou

Le diocèse de Shuozhou (ou Shuoxian) (Dioecesis Scioceuvensis) est un siège de l'Église catholique en Chine, suffragant de l'archidiocèse de Taiyuan. 

## Histoire
La région est évangélisée par les franciscains italiens depuis la fin du XIXe siècle. Le pape Pie XI érige par le bref apostolique Cum Nobis du 12 juillet 1926 la préfecture apostolique de Shohchow (ancienne transcription de Shuozhou), recevant son territoire du vicariat apostolique de Taiyuanfu (aujourd'hui archidiocèse) et la confie aux franciscains belges. 
Par la constitution apostolique Quotidie Nos du 11 avril 1946 de Pie XII, il est élevé au statut de diocèse. 
Le gouvernement par le biais de son association patriotique nomme le 8 juillet 1990 un évêque chinois en la personne de Bonaventure Luo Juan, qui n'est pas reconnu par Rome. Il consacre sans l'accord du gouvernement chinois un coadjuteur le 8 février 2004, (Paul Ma Cun-guo, âgé alors de 33 ans) et meurt le 15 mars 2007. Mgr Ma Cun-guo est depuis en rapport avec Rome et l'association patriotique de facto n'existe plus dans son diocèse.

## Ordinaires

### Préfet apostolique de Shohchow
- Edgar Anton Häring OFM (15 juillet 1927-17 juin 1932)

### Vicaire apostolique de Shohchow
- Edgar Anton Häring OFM (17 juin 1932-11 avril 1946)

### Évêque de Shuozhou
- Edgar Anton Häring OFM (11 avril 1946-25 juillet 1971)
- Sede vacante
  - Bonaventure Luo Juan (1990–2007)
  - Paul Ma Cun-guo (depuis le 15 mars 2007)

## Statistiques
À la fin de l'année 1950, le diocèse comptait environ 11 000 baptisés pour 1 300 000 habitants.